# Jacinto Cruz Usma
Jacinto Cruz Usma (Santa Isabel, 1 de julio de 1932-El Cairo, 26 de abril de 1964), conocido por los alias de Sangrenegra y Almanegra, fue un guerrillero colombiano liberal convertido luego en bandolero, asesino y violador, que persiguió con saña a los conservadores durante la época de la historia colombiana denominada como "La Violencia", caracterizada por un cruento conflicto entre ambas agrupaciones políticas.
Sangrenegra, incorporado a la guerrilla liberal desde muy joven, ganó fama y renombre por el tristemente célebre 'corte de corbata', brutal acto en el que acababa con la vida de sus víctimas haciendo una incisión de lado a lado de la garganta por donde extraía la lengua. El recuento de los delitos y atrocidades que se le atribuyeron incluye: 120 homicidios agravados, 270 secuestros, 300 violaciones de mujeres de distintas edades, 150 casos de lesiones personales, 147 delitos de extorsión, chantaje y 107 delitos de atraco. Tal vez uno de los más feroces y sanguinarios bandoleros de la historia colombiana, incluso decapitó con un azadón a un teniente de la policía.

## Biografía
Nació en Santa Isabel (Tolima), el 1 de julio de 1932 en una familia eminentemente liberal. Los primeros años que siguieron al Bogotazo, permaneció ajeno a la violencia partidista que azotaba al país. Sin embargo, en 1951, cuando cobra venganza por la muerte de unos primos suyos asesinados en la estación de Policía Nacional de El Cairo (Valle del Cauca), se transforma en asesino y jura venganza contra los policías y militares.
Luego de huir de esa región permaneció en el norte del Tolima hasta 1959. Según algunos testigos allí se mantuvo al margen de la espiral de violencia pero en la clandestinidad. Otros en cambio sostienen que ya entonces se empezó a involucrar con las guerrillas liberales de la zona.

## Bandolerismo
A partir de 1959 y mientras el presidente Alberto Lleras anunció una amnistía, surgieron numerosas bandas dedicadas al robo, la extorsión y el asesinato denominadas "bandoleros", que actuaban motivados por simple venganza o al servicio de gamonales y terratenientes de uno y otro partido. Uno de esos bandoleros era Miguel Villarraga ‘Almanegra’, quien dirigía una cuadrilla liberal, a la que se integró precisamente Jacinto Cruz Usma a principios de 1960.
A Almanegra le gustaba imponer duras pruebas a sus hombres para permitirles el ingreso a la banda. Según cuenta la historia, un día el jefe de la cuadrilla le pidió a Jacinto que matara a un hombre, le hiciera el corte franela y se tomara cinco tragos de sangre. Un desafío que Usma cumplió casi sin pestañear. Desde entonces su nombre se volvió casi que mítico: Sangrenegra.
Cuando Almanegra fue capturado y posteriormente ejecutado por el Ejército Nacional, Jacinto Cruz Usma quedó al mando de la cuadrilla, reunió más hombres y se dedicó a asolar las veredas del norte del Tolima. Cometió su primera masacre en febrero de 1962, en las Juntas, Anzoátegui (Tolima). Dieciséis personas fueron asesinadas allí por su cuadrilla. Dos meses más tarde, el bandolero ‘Desquite’ convocó a ‘Sangrenegra’ para asaltar un convoy del Ejército Nacional que se dirigía a Líbano (Tolima) asesinaron a trece militares y dos civiles.
Con una violencia desbordada, el Gobierno comisionó al coronel José Joaquín Matallana y al Batallón Colombia para erradicar el bandolerismo del norte del Tolima. Entre 1962 y 1965, se libró la campaña de exterminio contra los bandoleros. Sin embargo, ‘Sangrenegra’ no detuvo su carrera criminal. Sin ningún ideal político, se transformó en un vengador inclinado a todo tipo de delitos: raptar y violar muchachas, maestras, asaltar buses para robar y asesinar pasajeros conservadores. En su odio arraigado por los policías y militares, no desperdiciaba ocasión para asaltarlos. Su gran capacidad para moverse y recorrer diariamente grandes distancias a pie, alimentaban su halo de invulnerabilidad ante la tropa. En febrero de 1963, la cuadrilla cruzó el río Magdalena e ingresó a Cundinamarca donde realizó tres asaltos en San Juan de Rioseco, asesinando a ocho personas.
De nuevo en el Tolima, entre el 19 y el 20 de marzo de 1963, cometió dos masacres: en la primera asesinó y decapitó a ocho campesinos en el río Totaré, Alvarado, arrojando sus cabezas al río; al mediodía del día siguiente, en Los Guayabos, en la carretera que de Alvarado conduce a Anzoátegui, asaltó varios vehículos, y allí, la cuadrilla asesinó brutalmente a trece pasajeros y un teniente de la Policía Nacional que viajaba de civil. Sangrenegra los decapitó con un azadón. En ese momento, algunos pasajeros lograron escapar y dar aviso a la Policía Nacional, que se acercó a socorrer a las víctimas. El bandolero también los emboscó, matando a tres carabineros.
Asediada, la cuadrilla remontó la Cordillera Central y operó durante un tiempo en la zona de los nevados. El 9 de septiembre de 1963, sus hombres asaltaron a una patrulla en zona rural de Pereira dando muerte a cinco militares. De regreso al Tolima, dos semanas más tarde, ‘Sangrenegra’ cometió su última masacre. Con total sevicia, mató a diecinueve campesinos incluidos 6 niños, en Totarito, Santa Isabel (Tolima). La persecución continuó, y a finales de enero de 1964 algunos militares llegaron hasta su guarida y la atacaron con granadas. Murieron varios bandoleros y ‘Sangrenegra’ resultó gravemente herido, pero pudo escapar.

## Muerte
'Sangrenegra' pudo recuperarse y abandonar el Tolima. En marzo se encontraba en Quindío, donde reclutó tres hombres con los cuales ingresó al Valle del Cauca, a finales de abril, atendiendo la invitación de su hermano Felipe Cruz, residente en la zona rural de El Cairo (Valle del Cauca). Era una celada ideada por el suboficial de la Policía Nacional, dragoneante William Moreno Ramos y pactada con Felipe, interesado en cobrar la recompensa ofrecida por ‘Sangrenegra’, quien estaba sindicado de más de 300 asesinatos.
El domingo 26 de abril de 1964, Sangre Negra fue delatado por su hermano, Felipe Cruz Usme, quien luego recibió una recompensa de 10,000 dólares. Sangre Negra fue detectado en El Cairo, y unidades mixtas de Policía Nacional y del Ejército Nacional actuaron. El primer día, cayó uno de sus acompañantes. Entre el lunes y martes, los fugitivos fueron abatidos cuando intentaban huir hacia la Serranía de los Paraguas. 
Su cadáver fue trasladado a Cartago (Valle del Cauca) y luego al norte del Tolima, donde fue exhibido a la población civil. Finalmente, lo sepultaron en Totarito, donde cometió su última masacre.